# Bahnhof Oberstdorf
Der Bahnhof Oberstdorf ist eine Betriebsstelle der Bahnstrecke Immenstadt–Oberstdorf auf dem Gebiet der bayerischen Marktgemeinde Oberstdorf. Er wurde von der Allianz pro Schiene als Kleinstadtbahnhof des Jahres 2006 ausgezeichnet.
Der Bahnhof Oberstdorf ist die südlichste Bahnstation Deutschlands, die nördlichste ist der Bahnhof Westerland (Sylt).

## Lage

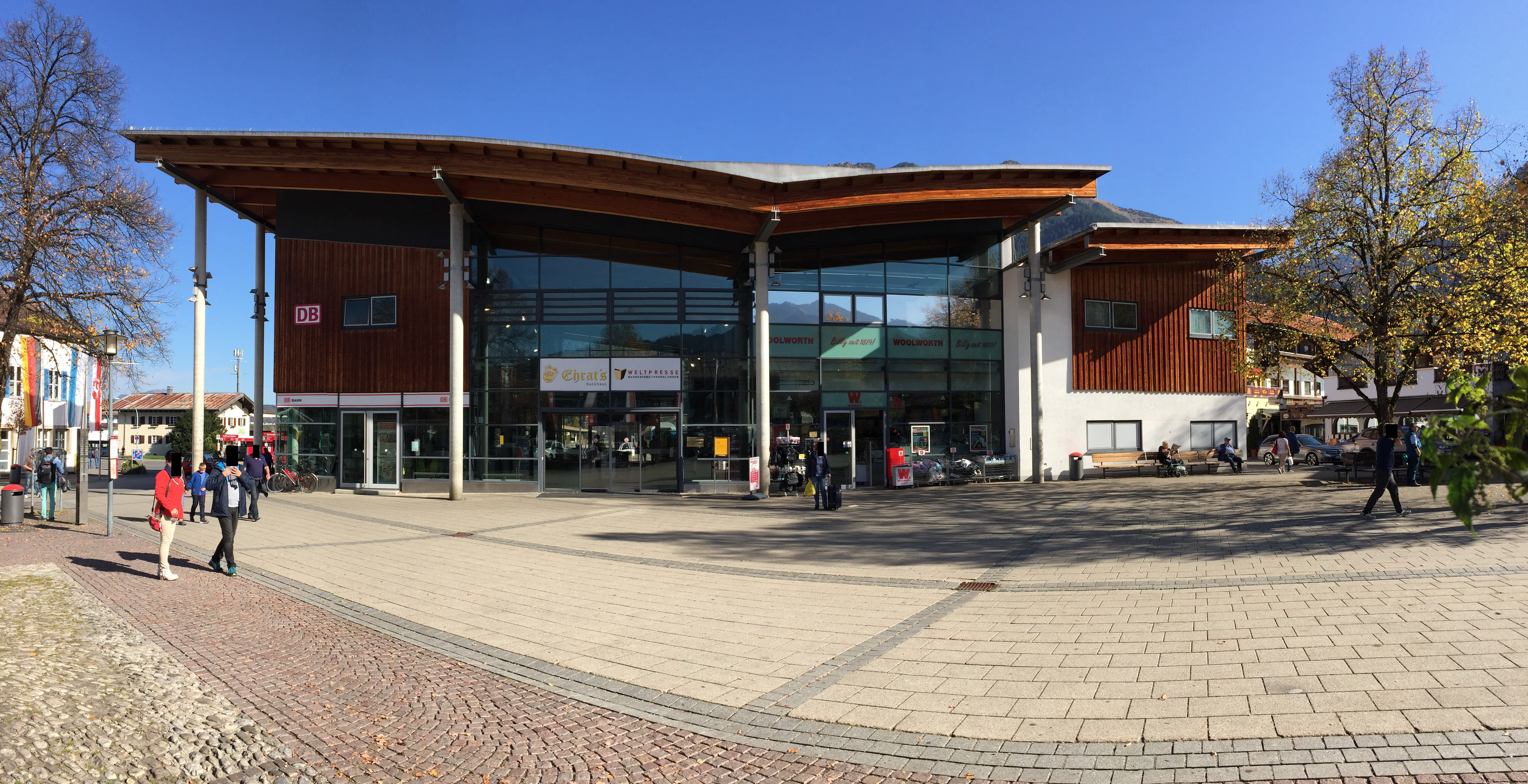
Vorplatz des Bahnhofs

Der Bahnhof befindet sich im Norden des Oberstdorfer Zentrums. Eine Verbindung zwischen dem Bahnhof und dem Zentrum stellt die Hauptstraße dar, die im Süden des Bahnhofs in den Bahnhofsplatz mündet. Das Bahnhofsgebäude befindet sich auf dem Bahnhofsplatz und besitzt die Adresse Bahnhofstraße 2. Es steht quer zu den Gleisanlagen. An den Bahnhofsplatz schließt sich im Osten die Bahnhofstraße. Ungefähr am Ende der Bahnsteige, wo die Abstellanlagen beginnen, ändert sich der Name der Bahnhofstraße in Friedhofstraße. Gegenüber den Abstellanlagen befindet sich der Oberstdorfer Waldfriedhof. Im Westen des Bahnhofs befindet sich der Busbahnhof; er besitzt zwei Busstege und liegt an der Poststraße. Etwas weiter westlich zweigt von der Poststraße die Straße Im Steinach ab. Zwischen der Straße Im Steinach und dem Bahnhof liegen Wohnhäuser und ein Gewerbegebiet. Im Norden überquert die Straße Im Steinach die Gleisanlagen mit Hilfe eines Bahnüberganges. Nach dem Bahnübergang mündet sie wie die Friedhofstraße im Osten der Gleisanlagen in die Straße Am Bannholz. Der Bahnhof liegt auf 805 m ü. NHN.

## Geschichte
Der Bahnhof wurde am 29. Juli 1888 von der Lokalbahn Aktien-Gesellschaft (LAG) als Endpunkt ihrer Sekundärbahn von Sonthofen eröffnet. Er erhielt damals ein Empfangsgebäude im LAG-Stil und ein Bahnbetriebswerk. Am 1. August 1938 wurde der Bahnhof zusammen mit der Strecke verstaatlicht. Das Betriebswerk bestand bis zum 23. März 1951 als eigenständiges Werk, danach war es bis zu seiner Auflösung am 1. Januar 1964 eine Außenstelle des Betriebswerks Kempten.
Das Empfangsgebäude wurde im Zweiten Weltkrieg zerstört, so dass im Jahr 1963 ein neues errichtet wurde. Der Neubau erhielt eine überdachte Freiterrasse mit Aussicht auf die Alpen und Infrarotheizung unter der Decke. Für das hohe Fremdenverkehrsaufkommen existierten mehrere Läden und ein Selbstbedienungsrestaurant. Seit 1976 wird der Betrieb durch ein Spurplanstellwerk von Lorenz der Bauart SpDrL60 gesteuert, welches im Jahr 1983 in Betrieb ging. 2001 wurde das 1963 erbaute Empfangsgebäude durch einen Neubau ersetzt. Für die 2006 erfolgte Auszeichnung als Kleinstadtbahnhof des Jahres waren vor allem das neu gebaute Empfangsgebäude und das Verkehrskonzept des Marktes Oberstdorf entscheidend.
Seit April 2024 laufen Planungen für ein neues elektronisches Stellwerk, das im Dezember 2027 in Betrieb genommen werden soll. Im Oktober 2024 wurde bekannt, dass am Stellwerk des Bahnhofs Schäden bestehen. Die DB InfraGO erklärte zunächst, das diese Schäden nicht behoben werden könnten und bis zur Erneuerung der Stellwerkstechnik nur ein eingeschränkter Betrieb möglich sei. Zunächst könne nur das Gleis 5 des Bahnhofs genutzt werden. Die Fernverkehrszüge nach Oberstdorf wurden daher zunächst eingestellt. Im November 2024 gab die DB InfraGO bekannt, dass eine Reparatur doch möglich sei und ab März 2025 wieder ein umfangreicherer Betrieb geplant ist. Seit dem 1. März 2025 verkehren die Züge wieder regulär von und nach Oberstdorf.

## Aufbau

### Empfangsgebäude

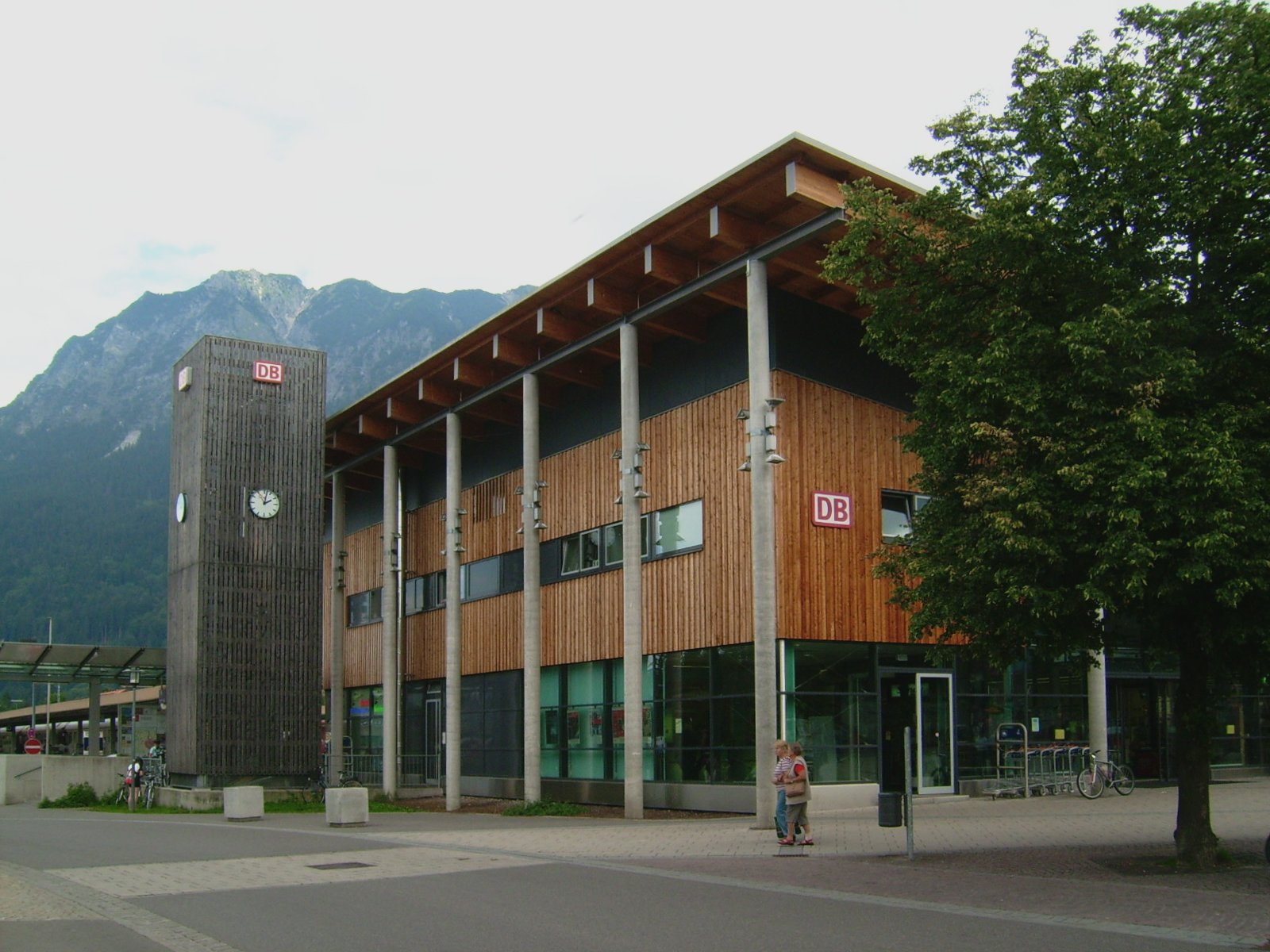
Bahnhofsgebäude von Oberstdorf von der Straßenseite

Das 2001 errichtete Gebäude wurde vom Architekturbüro Rhode Kellermann Wawrowsky entworfen. Es kostete circa elf Millionen D-Mark. Das Gebäude ist mit Holz verkleidet und befindet sich im Besitz von DB Station&Service. Das circa 12.000 Quadratmeter große Gebäude bietet Platz für sechs Geschäfte und ein Reisezentrum. Im Gebäude befinden sich außerdem öffentlich zugängliche Toiletten.

### Bahnsteige
Der Bahnhof besitzt fünf Gleise an drei Bahnsteigen. Die Gleise 2 und 3 sowie 4 und 5 befinden sich jeweils an einem Mittelbahnsteig. Gleis 1 hat einen Seitenbahnsteig. Das Bahnhofsgebäude steht im Süden quer zu den Bahnsteigen. Alle Bahnsteige sind überdacht, mit digitalen Zugzielanzeigern ausgestattet und barrierefrei zugänglich. Im Empfangsgebäude befinden sich mehrere Ladengeschäfte und ein DB-Reisezentrum.
Der Seitenbahnsteig an Gleis 1 ist 219 Meter lang und 38 Zentimeter hoch. Der Mittelbahnsteig an den Gleisen 2 und 3 verfügt über eine Länge von 273 Metern und eine Höhe von 38 Zentimetern. Der Bahnsteig an den Gleisen 4 und 5 ist ebenfalls 38 Zentimeter hoch und 330 Meter lang.

## Verkehr

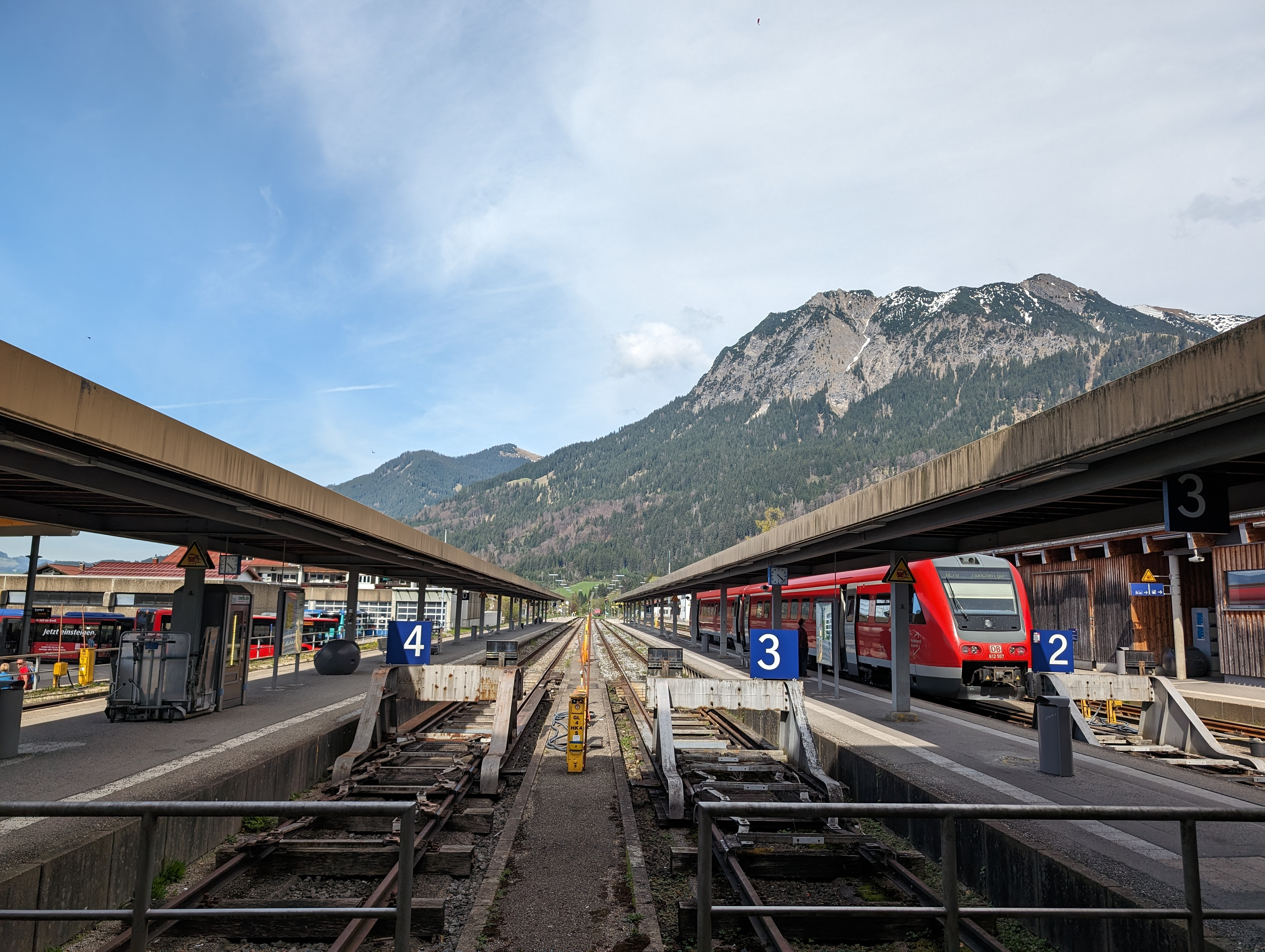
Bahnsteige des Bahnhofs, 2024

In Oberstdorf beginnen und enden mehrere Regional-Express-Linien. Außerdem wird der Bahnhof von den Intercity-Zugpaaren Allgäu und Nebelhorn bedient.
| Linie | Verlauf                                                                          | Frequenz        |
| ----- | -------------------------------------------------------------------------------- | --------------- |
| RE17  | (Nürnberg – Donauwörth –) Augsburg – Buchloe – Kempten – Immenstadt – Oberstdorf | Zweistundentakt |
| RE75  | Ulm – Memmingen – Kempten – Immenstadt – Oberstdorf                              | Stundentakt     |
| RE76  | München – Kaufering – Buchloe – Kaufbeuren – Kempten – Immenstadt – Oberstdorf   | Zweistundentakt |

Vom 9. Dezember 2007 bis zum 12. Dezember 2020 fuhr letztere Linie als alex (bis 2010: Arriva-Länderbahn-Express) von München nach Oberstdorf, der den seit dem 14. Dezember 2003 verkehrenden Allgäu-Express ablöste und von der Länderbahn betrieben wurde.
Neben dem Bahnhof Oberstdorf befindet sich der Busbahnhof, welcher von den Linien in die umliegenden Ortschaften – darunter die Linie 1 ins österreichische Kleinwalsertal – bedient wird.